# 100万光年の彼方
「100万光年の彼方」（ひゃくまんこうねんのかなた）は、1994年6月13日に発売されたINFIXの7枚目のシングル。

## 内容
日本テレビ系『西遊記』のエンディング・テーマとして制作されたもので、同時発売で、同じく田村直美の作詞及び同ドラマのオープニング・テーマ「傷だらけの天使になんてなりたいとは思わない」に続き、非自作曲である。

## 収録曲
1. 100万光年の彼方
作詞：田村直美　作曲：石川寛門　編曲：神長弘一・須貝幸生
2. WHEEL IN THE SKY
作詞・作曲：長友仍世　編曲：板倉雅一・infix
3. 100万光年の彼方（オリジナル・カラオケ）

## レコーディング参加
- 古村敏比古 - サックス(#2)